# Крижний Врх (Словенська Бистриця)
Крижний Врх (словен. Križni Vrh) — поселення в общині Словенська Бистриця, Подравський регіон‎, Словенія.